# ويليم بيترز (منافس ألعاب قوى)
ويليم بيترز (بالهولندية: Wim Peters)‏ هو منافس ألعاب قوى هولندي، ولد في 5 يوليو 1903 في ميبل في هولندا، وتوفي في 30 مارس 1995 في زفوله في هولندا.

## وصلات خارجية
- ويليم بيترز على موقع الاتحاد الدولي لألعاب القوى (الإنجليزية)
- ويليم بيترز على موقع الاتحاد الأوروبي لألعاب القوى (الإنجليزية)
- ويليم بيترز على موقع اللجنة الأولمبية الدولية (الإنجليزية)
- ويليم بيترز على موقع أوليمبيديا (الإنجليزية)